# Copytus caligula
Copytus caligula is een mosselkreeftjessoort uit de familie van de Neocytherideididae. De wetenschappelijke naam van de soort is voor het eerst geldig gepubliceerd in 1939 door Tage Skogsberg.
Deze soort werd ontdekt tijdens de Zweedse expeditie naar Antarctica in 1900-1901, in de zee nabij Zuid-Georgia. Het is de eerste soort die beschreven is uit het geslacht Copytus, en tevens de typesoort van dit geslacht.